# Juan de Quevedo
Juan de Quevedo, O.F.M. Obs. (c. 1450 – 24 de dezembro de 1519) foi um padre franciscano espanhol e o primeiro bispo de Santa María de La Antigua del Darién no Panamá (1513–1519).

## Biografia
Natural de Vejorís, Cantábria, Juan de Quevedo foi ordenado na Ordem dos Frades Menores. Foi nomeado bispo de Santa María de La Antigua del Darién em 9 de setembro de 1513. Recebeu a ordenação episcopal em 29 de janeiro de 1514, em Sevilha, através de Dom Diego de Deza, Arcebispo de Sevilha. Foi instalado na sua diocese em 30 de julho de 1514, servindo até sua morte. Faleceu em Barcelona.